# Hiệp hội bóng đá Áo
Hiệp hội bóng đá Áo (tiếng Đức: Österreichischer Fußball-Bund; ÖFB) là cơ quan quản lý bóng đá ở Áo. ÖFB điều hành Giải bóng đá vô địch quốc gia Áo, Cúp bóng đá Áo, các đội tuyển bóng đá quốc gia nam và nữ. ÖFB là thành viên của FIFA kể từ năm 1905 và UEFA kể từ năm 1954. Trụ sở của tổ chức ở thủ đô Viên.